# Moord op Kitty Genovese
De moord op Kitty Genovese op 13 maart 1964 was een geruchtmakend misdrijf dat plaatsvond in New York. De moord kreeg veel aandacht, omdat 38 mensen de moord op een of andere manier in de gaten gehad zouden hebben, zonder de politie te bellen. Later bleek dit echter niet helemaal te kloppen. De omstandigheden van de moord leidden tot een belangrijke ontdekking in de sociale psychologie, namelijk het zogenaamde omstandereffect, Kitty Genovese-effect of ook omstanders-dilemma.

## De moord
Catherine Susan (Kitty) Genovese (geboren 7 juli 1935), toentertijd 28 jaar oud, kwam 's ochtends vroeg rond 3:15 terug van haar werk in een bar, toen zij werd opgemerkt door Winston Moseley, een 29-jarige machineoperateur. Kitty Genovese parkeerde haar auto op een parkeerplaats in het New Yorkse stadsdeel Queens, omringd door flats, waarin ook haar appartement zich bevond. Toen ze uit haar auto stapte, rende Moseley uit zijn auto op haar af en stak haar tweemaal in de rug met een mes. Kitty schreeuwde hierop om hulp, maar werd deze eerste keer slechts door een aantal mensen gehoord. Een man riep vanuit zijn venster naar Moseley dat hij Genovese met rust moest laten, waarna hij zijn auto in vluchtte. Toen Moseley echter merkte dat niemand uit de omringende flats naar beneden was gekomen om Kitty te helpen, ging hij terug en zag hij haar naar haar appartement strompelen. Schreeuwende buurtbewoners weerhielden Moseley ervan om weer naar Kitty te lopen, maar toen de stilte was wedergekeerd keerde hij opnieuw terug. Hij vond Kitty op de vloer in de gang van haar flatgebouw en stak haar tot ze ophield met schreeuwen en uiteindelijk aan haar verwondingen overleed. Pas om 3:50 belde een buurtbewoner de politie, zodat Moseley in totaal 35 minuten en drie pogingen had gehad om zijn slachtoffer te vermoorden.

## Kitty Genovese-effect
Het artikel dat beweerde dat niemand van de 38 buurtbewoners die de aanval op Kitty Genovese gehoord en in enkele gevallen gezien hadden de politie had gebeld of hulp had geboden, leidde ertoe om dit verder psychologisch te onderzoeken. Sociaal-psychologisch onderzoek toonde later aan dat mensen in een groep minder geneigd zijn hulp te bieden, omdat ze ervan uitgaan dat iemand anders dat zal doen. Het effect komt overigens vaker voor in de grote steden, waar men elkaar in het algemeen niet goed kent en minder risico's voor een ander wil of durft te nemen en wordt omstandereffect of Kitty Genovese-effect genoemd. Er werd dus gesteld dat ook de buurtbewoners hadden gedacht dat iemand anders wel de politie zou bellen of hulp zou bieden aangezien er zoveel getuigen waren en dat de buurtbewoners zich liever afzijdig hielden om te voorkomen dat ze zelf in de problemen zouden raken. Men concludeerde dat wanneer elk van de buurtbewoners alleen zou zijn geweest en de aanval had gezien of gehoord, zij eerder tot actie over zouden zijn gegaan. Hoewel de omstandigheden van de moord anders waren dan in de media beschreven werd en de aanleiding van het onderzoek niet klopte, heeft de nasleep van de moord enorme invloed gehad op de sociale psychologie.
De films Death Scream (1975) en 38 témoins (2012) zijn deels gebaseerd op deze moord.